# Sigrid Undset
Sigrid Undset (Kalundborg, 20 de maio de 1882 — Lillehammer, 10 de junho de 1949), foi uma escritora norueguesa. Recebeu o Nobel de Literatura de 1928, "principalmente pelas suas fortes descrições da vida nórdica durante a Idade Média". É mais conhecida pela trilogia de romances medievais que compõem "Kristin Lavransdatter", apontada por críticos e estudiosos como sua obra-prima. Sigrid Undset também foi uma polemista experiente e participou ativamente no debate público norueguês, se posicionando, especialmente, sobre os direitos das mulheres e questões religiosas. 

## Biografia

### Infância e Juventude
Sigrid Undset nasceu em Kalundborg, na Dinamarca, mas sua família mudou-se para a Noruega quando ela tinha apenas dois anos de idade, devido a doença de seu pai, o arqueólogo norueguês Ingvald Undset. Ela cresceu em Cristiânia, cujo nome seria novamente alterado para Oslo, em 1925. Os primeiros anos de sua infância foram fortemente influenciados pela doença de seu pai e também pelos conhecimentos profundos sobre história que ele possuía. Ainda com tenra idade, Sigrid aprendeu os segredos da arqueologia e os mistérios das antigas sagas nórdicas enquanto as lia em voz alta para o pai doente. Foi assim que ela se familiarizou com a literatura nórdica, a Era Viking e a Idade Média. Ingvald morreu quando a menina tinha apenas 11 anos de idade e sua mãe, Charlotte Gyth, teve que cuidar dela e de suas duas irmãs mais jovens.
A morte do pai significou um enorme declínio econômico para a família. A falta de dinheiro viria a minar as suas possibilidades de estudos universitários. Apesar disso, Sigrid Undset acaba se formando na escola comercial em dezembro de 1898. Aos 17 anos, a jovem consegue emprego como secretária em uma filial norueguesa da empresa alemã AEG, onde trabalhou por 10 anos, estabelecendo uma rotina de trabalho durante o dia, enquanto à noite lia e escrevia até tarde.

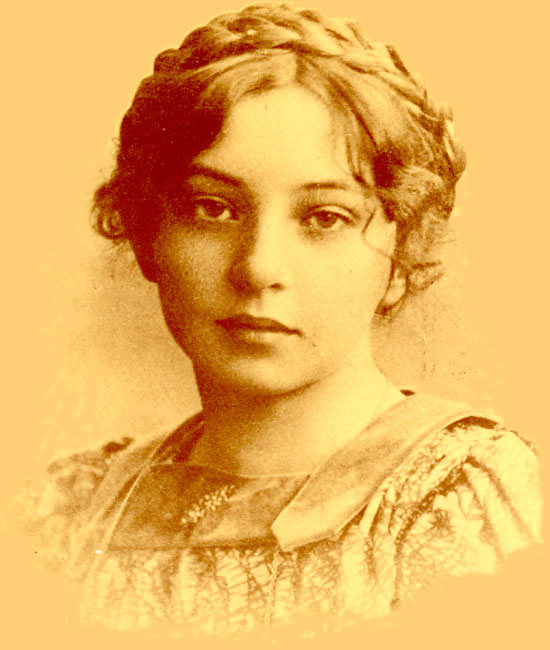
Sigrid Undset em sua juventude.

### Vida Adulta e Carreira Literária

#### Fase inicial
Sigrid começou a escrever enquanto ainda trabalhava como secretária. Aos 22 anos, tinha pronto o seu primeiro manuscrito: um romance histórico ambientado na Dinamarca medieval. O livro foi apresentado à editora dinamarquesa Gyldendal em Copenhague, tendo sido avaliado e rejeitado pelo editor Peter Nansen que em carta a autora escreveu: “Não tente mais romances históricos, você não é boa neles. Mas quem sabe você possa tentar escrever algo moderno. Nunca se sabe.”. E muito embora Nansen a tenha incentivado a prosseguir com o sonho de se tornar escritora, a rejeição do livro constituiu um duro golpe para Sigrid. 
Dois anos mais tarde, tinha pronto um novo romance, mais curto dessa vez, e em forma de diário, "Fru Marta Oulie" (“Sra. Marta Oulie”), cuja frase de abertura fora chocante para a época: "Fui infiel ao meu marido", assim iniciava a narração da protagonista. O fato de os jornais classificarem-no posteriormente como um romance feminino, tornou, provavelmente, o livro mais “inofensivo’ para a época, uma vez que o adultério era proibido por lei na Noruega.

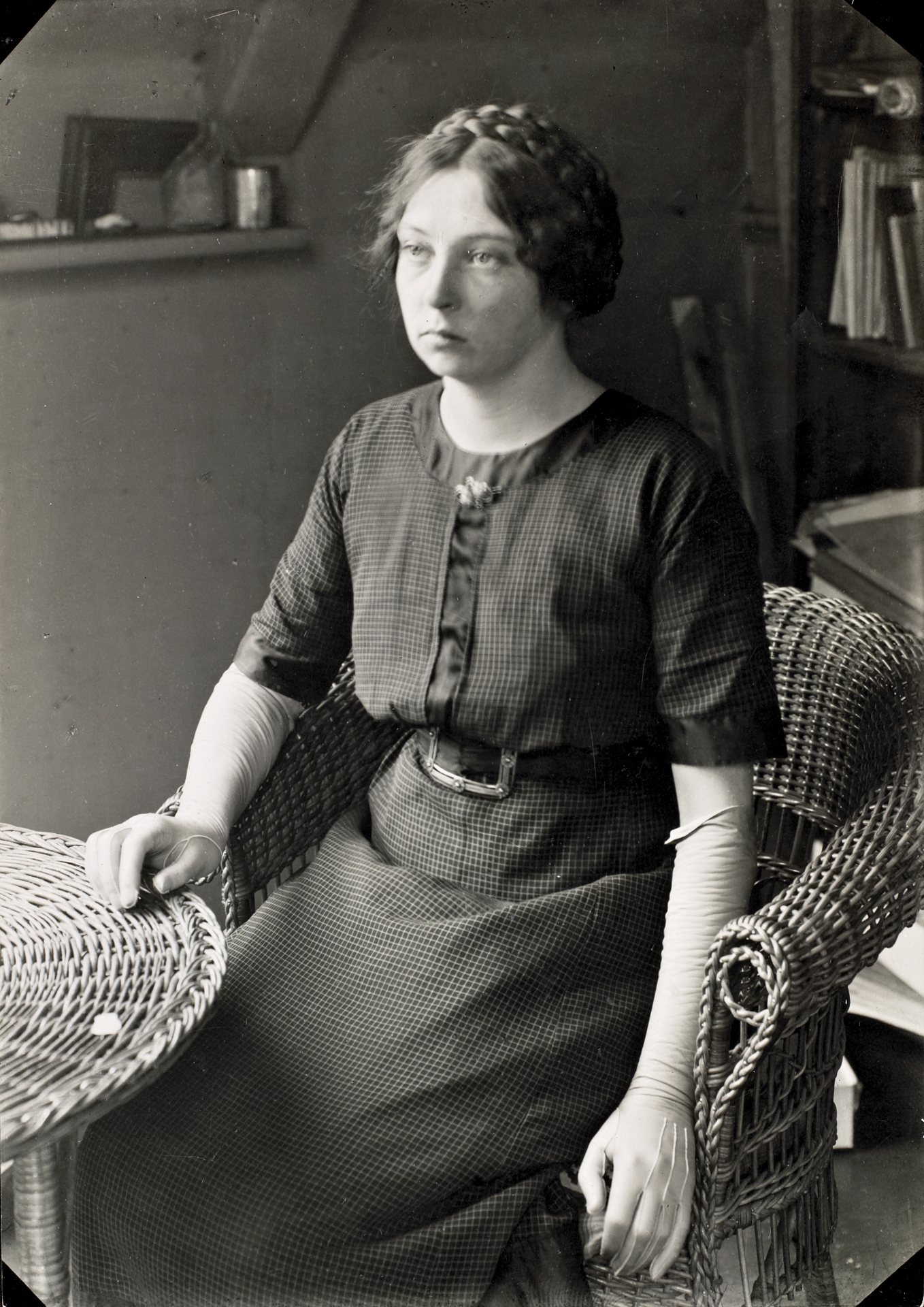
Retrato de Sigrid Undset (1911)

Em seguida, Undset foi publicando uma série de romances desenrolados na Cristiânia contemporânea de então, como as coletâneas de contos "Den lykkelige alder" ("Feliz Idade") de 1908, "Fattige skebner" ("Pobres Destinos") de 1912 e o romance "Jenny" de 1911, a  obra mais inovadora e a mais debatida durante sua primeira fase literária.
Os anos que passara como secretária haviam lhe dado experiência para observar pessoas que, assim como ela, lutavam por encontrar um pouco de felicidade. Não tinha muitos amigos. Era uma pessoa introvertida. Uma das formas que tinha de quebrar a solidão eram grandes passeios a pé pelas ruas de Cristiânia, ficando a conhecer a cidade como poucos.
Em 1909, lança, de fato, seu primeiro romance histórico, uma saga pastiche intitulada "Fortællingen om Viga-Ljot og Vigdis" ("Vigdis, a indomável" - na tradução portuguesa) e ambientado na Noruega e Islândia do início do século XI, durante a chamada era viking. Já em 1910 publica uma coletânea de poemas intitulado “Ungdom” ("Juventude"), que recebeu elogios da crítica, porém pouca visibilidade dos leitores em geral. 
Como os seus livros começaram a vender bem, recebeu do governo norueguês uma bolsa como escritora profissional e abandonou o escritório onde trabalhava. Em seguinda, empreendeu uma viagem pela Europa. Passou pela Dinamarca e pela Alemanha dirigindo-se, em seguida, para a Itália, onde permaneceu por 9 meses. Seus pais tinham uma ligação forte com Roma, o que a fez, de certa forma, sentir-se em casa. Foi uma viagem muito significativa para ela. Conheceu pessoas novas do círculo artístico escandinavo e tornou-se mais disponível para o convívio social. 

#### Casamento e filhos
Sigrid Undset conheceu Anders Castus Svarstad, um pintor norueguês, por volta de 1909, casando-se com ele apenas três anos mais tarde, em 1912. Regressaram a Roma em 1913, onde nasceu o primeiro filho do casal, que recebeu o mesmo nome do pai. Nos anos anteriores a 1919, ela teve mais uma criança, ao passo que a família também acolheu os três filhos do primeiro casamento de Svarstad. Foram anos difíceis: seu segundo filho, uma menina chamada Mauren Charlotte, era deficiente mental, assim como um dos filhos de Svarstad com sua primeira esposa. Foi um período complicado para ela como mulher, mãe e como escritora, mas continuou a escrever à noite.
Em 1914 publica o tocante e sensível "Vaaren" (“Primavera”) (1914), romance que, segundo a historiadora literária Liv Bliksrud  "está entre os mais instrutivos e moralizantes de Undset", com sua forte ênfase no significado do matrimônio. 
Em 1919, grávida do terceiro filho, Hans Benedict, Sigrid Undset e seu marido se separam e ela muda-se para Bjerkebæk, uma propriedade que adquiriu próxima à Lillehammer, encontrando um refúgio para as suas crianças e um local tranquilo para escrever.

#### Fase dos Romances Históricos

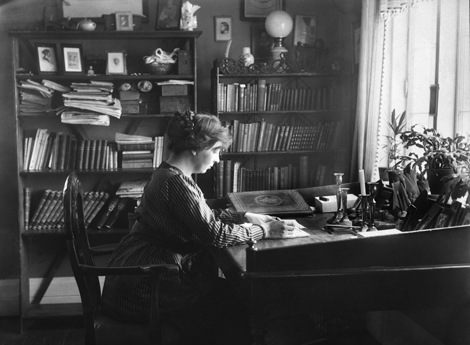
Undset trabalhando em Bjerkebæk, propriedade que adquiriu em 1919.

Depois de se estabelecer em Lillehammer, a escritora retoma as narrativas centradas na Idade Média com uma energia feroz. Impulsionada por um fluxo ininterrupto de inspiração, ela escreve sua obra mais famosa, "Kristin Lavransdatter", uma trilogia modernista sobre a vida na Escandinávia na Idade Média, mais precisamente no século XIV. O livro desenrola-se na Noruega medieval e foi publicado entre 1920 e 1922. Kristin Lavransdatter foi um grande sucesso de vendas desde o início. O romance, que retrata a vida de uma mulher - Kristin, filha de Lavrans -, desde o seu nascimento até a sua morte foi traduzido para um grande número de idiomas ao redor do mundo. Sigrid Undset viria, mais tarde, em 1928, receber o Nobel de Literatura devido a esta trilogia, assim como pela tetralogia de livros sobre "Olav Audunssøn", publicados em dois volumes, em  1925 e 1927. Com o lançamento dessas duas obras medievais, Undset entregou um monumento histórico que carecia de paralelos na literatura de então, nacional e internacionalmente. 

### Escritos posteriores
Após ter sido coroada com Prêmio Nobel de Literatura, Undset completou uma série de romances ambientados na Oslo contemporânea que continham forte elemento católico. Nos romances "Gymnadenia" ("A Orquídea Selvagem") de 1929, "Den brændende busk" ("A Sarça Ardente") de 1930, é contada a história Paul Selmer e seu caminho do pensamento livre ao catolicismo em uma jornada que tem sido considerada paralela ao caminho da própria autora até a fé católica. Vale ressaltar que a conversão de Sigrid ao catolicismo em 1924, causou grande escândalo numa Noruega quase puramente protestante. 
Em 1932 lança "Ida Elisabeth" romance em que examina as dificuldades inerentes às relações homem-mulher, sobretudo, em relação à instituição do matrimônio, tema já abordado em obras anteriores. Em 1936 veio "Den trofaste hustru" ("A Esposa Fiel") , talvez seu livro mais divertido, apesar de girar em torno da infidelidade conjugal por parte do marido para com a esposa e de ter como plano de fundo o período entre guerras, caracterizado pela ascensão do nazismo e pelas discussões sobre a dignidade humana.

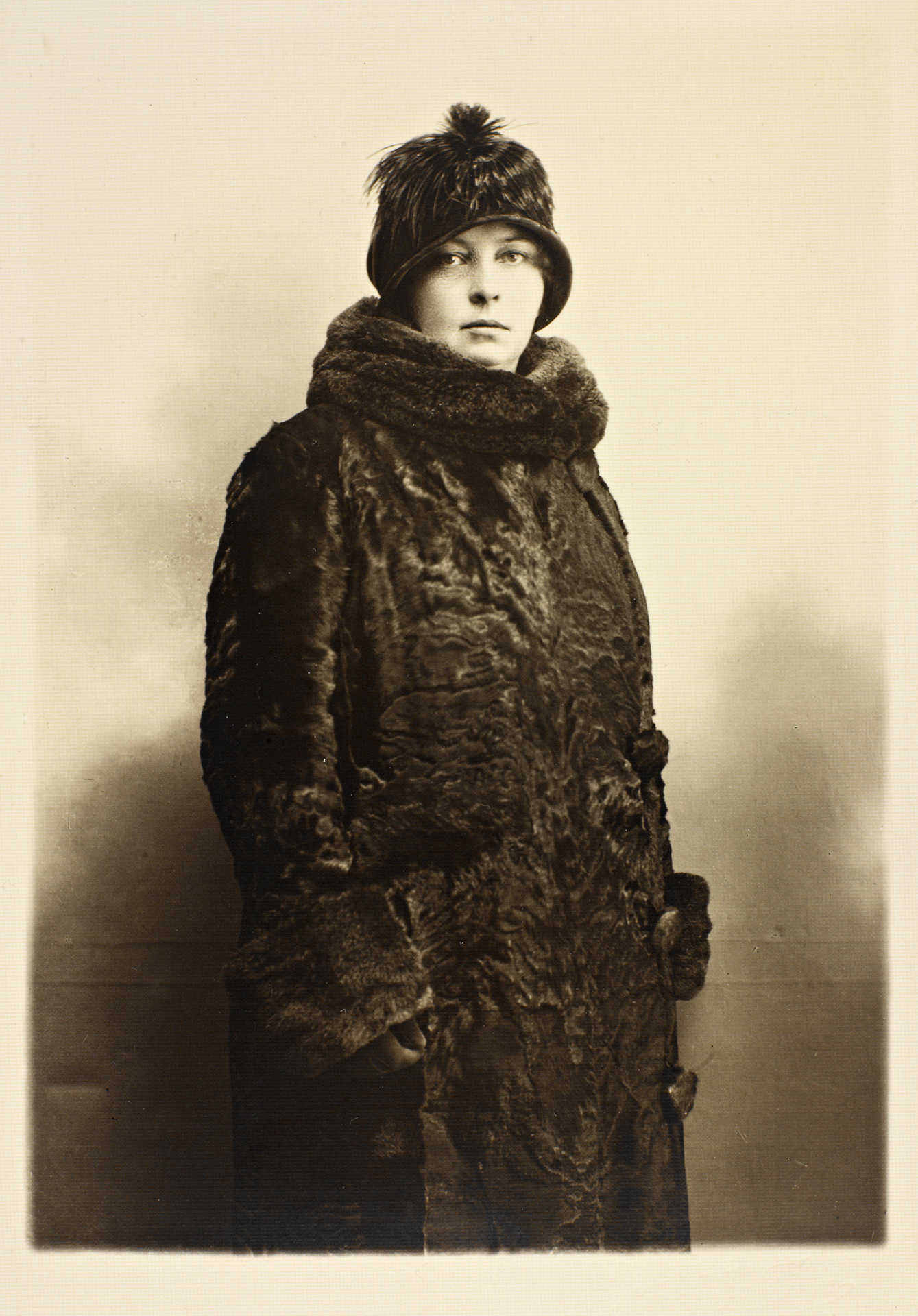
Sigrid Undset durante viagem a Estocolmo para receber o Prêmio Nobel de Literatura

Publica "Madame Dorthea" em 1939, marcando um retorno aos romances históricos, mas desta vez com a trama ambientada no século XVIII. Undset planejou sequências para Madame Dorthea, mas a chegada da Segunda Guerra Mundial atrapalhou seu planos. 

## Prêmio Nobel de Literatura
Sigrid Undset foi o terceiro escritor norueguês a receber o Prêmio Nobel de Literatura, depois de Bjørnstjerne Bjørnson (1903) e Knut Hamsun (1920) e foi seguida por Jon Fosse em 2023. A academia Sueca lhe conferiu o prêmio "principalmente pelas suas fortes descrições da vida nórdica durante a Idade Média". No seu discurso de apresentação, ao analisar as obras históricas que constituíam o corpo de trabalho determinante para atribuição do prêmio a Sigrid, Per Hallström, presidente do Comité Nobel da Academia Sueca, afirmou que: "[...] a imaginação da autora seria atraída pela difícil tarefa de evocar, nas trevas de um passado pouco conhecido, a vida externa das gerações anteriores em toda a sua diversidade. Sigrid Undset fez isso de uma forma que despertou a admiração geral [...]" 
O dinheiro recebido com o Prêmio Nobel, 156.000 coroas suecas, Undset doou. Parte desse dinheiro foi para uma fundação criada para ajudar famílias com crianças portadoras de retardo mental. 

## Últimos anos e Morte
Undset converteu-se ao catolicismo em 1924. Ingressou na Ordem dos Pregadores como leiga terceira, escrevendo regularmente artigos sobre a fé cristã. É autora de uma biografia sobre Santa Catarina de Sena, a quem ofereceu a sua medalha de prêmio Nobel. A obra foi lançada postumamente, em 195

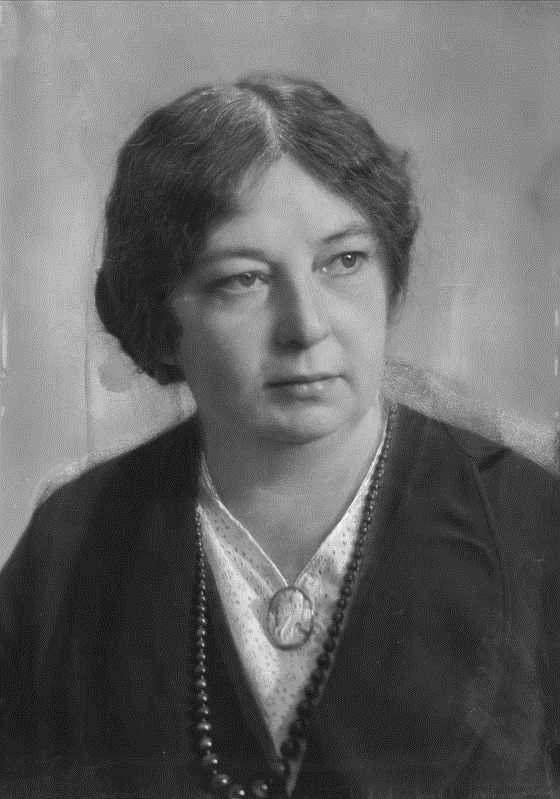
Sigrid Unset em 1932

Abandonou a Noruega em 1940, refugiando-se nos Estados Unidos, em oposição ao regime nazista que ocupara o seu país. Aí escreveu e discursou incansavelmente contra esse regime, que acabou por lhe levar o filho mais velho, morto em combate contra tropas alemãs. Durante o seu período de exílio (1940-45), Sigrid Undset trabalhou como soldado de informação para a Noruega e os aliados, tornando-se uma lutadora incansável contra o nazismo, chegando, inclusive, a se tornar co-presidente do Comitê de Emergência para Salvar o Povo Judeu da Europa (mais conhecido como Grupo Bergson), que pressionou a administração do presidente Roosevelt a resgatar os judeus da mão dos nazistas. .
Quando ocorreu a Guerra de Inverno (1939-40) na Finlândia, ela tomou três crianças finlandesas sob seus cuidados. Durante o conflito, ela doou sua medalha Nobel para aumentar a renda do Finnlandshjelpen (apoio estrangeiro à Finlândia durante a Guerra de Inverno). . Um gesto que contrasta com o de seu conterrâneo e também Nobel de Literatura, Knut Hamsun, que, em 1943, doou sua medalha para Joseph Goebbels, chefe da propaganda de Hitler, sendo um grande apoiador do regime nazista. Aliás, os dois Prêmios Nobel de Literatura noruegueses foram ferrenhos opositores um do outro, envolvendo-se em calorosos debates públicos e políticos ao longo dos anos. 
Regressou à Noruega após o fim da II Guerra Mundial, em 1945. Não conseguiu escrever mais uma palavra, após o seu regresso. Faleceu em 1949, em Lillehammer.

## Obras

### Romances

#### Contemporâneos
- 1907: Fru Marta Oulie - ["Sra. Marta Oulie"];
- 1911: Jenny;
- 1914: Vaaren - ["Primavera"];
- 1929: Gymnadenia ["A Orquídea Branca"];
- 1930: Den brændende busk ["A Sarça Ardente"];
- 1932: Ida Elisabeth;
- 1936: Den trofaste hustru ["A Esposa Fiel"];

#### Históricos

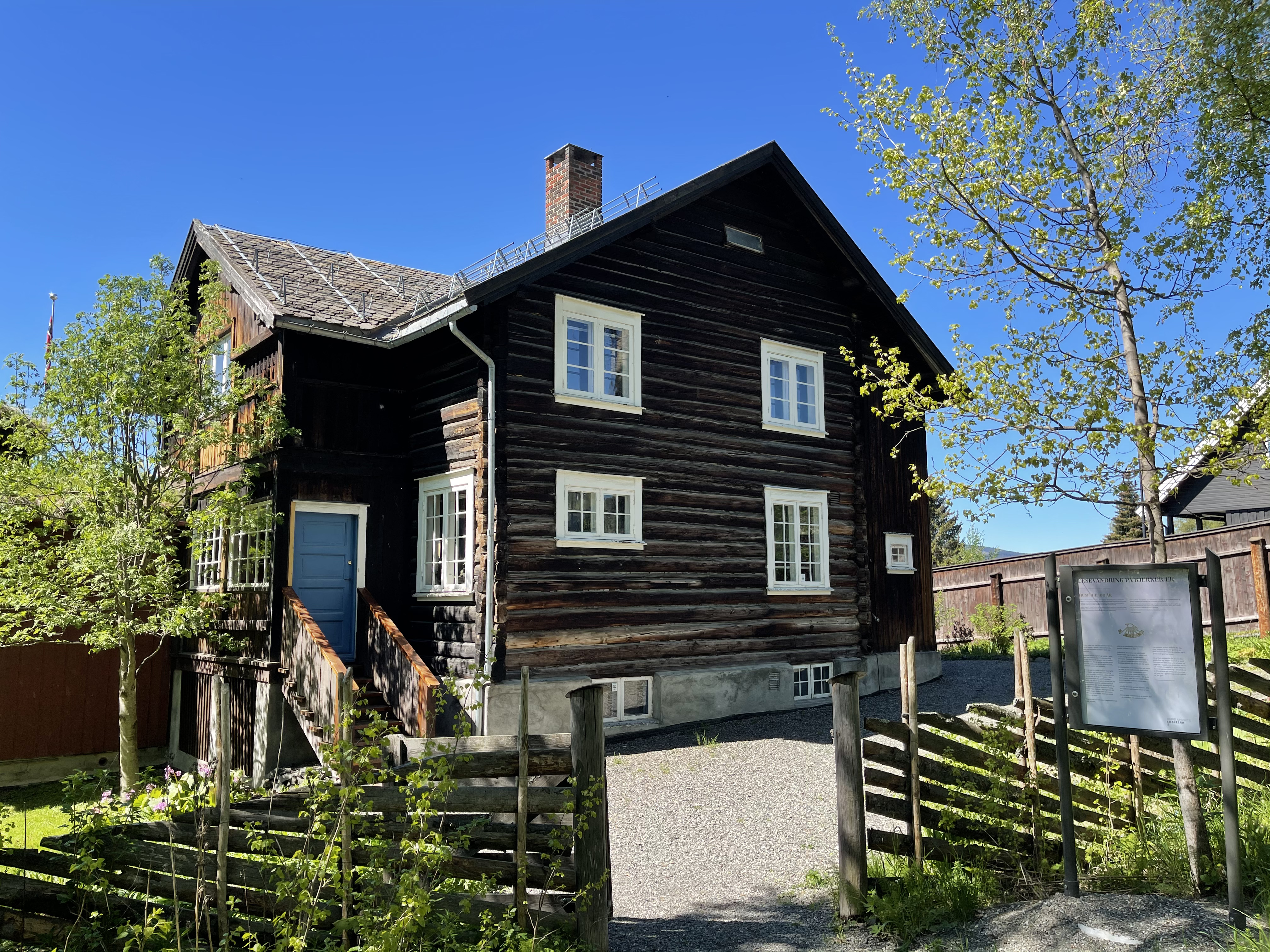
Bjerkebæk em Lillehammer, casa onde morou Undset. Atualmente funciona como um museu em sua homenagem.

- 1909: Fortællingen om Viga-Ljot og Vigdis - ["Vigdis, a indomável"];
- 1920-1922: Kristin Lavransdatter (trilogia)
  - "Kransen" (1920) [A Guirlanda],
  - "Husfrue" (1921) [A Esposa] e
  - "Korset" (1922).[A Cruz];
- 1925-1927: Olav Audunssøn (tetralogia publicada em dois volumes) 
  - Olav Audunssøn i Hestviken (1925) [Olav Audunssøn em Hestviken] e
  - Olav Audunssøn og hans barn (1927) [Olav Audunssøn e seus filhos];
- 1939: Madame Dorthea;

### Contos
- 1908: Den lykkelige alder, ["Feliz Idade"];
- 1912: Fattige skjebner, ["Pobres Destinos"];
- 1915: Fortællinger om kong Artur og ridderne av det runde bord, ["Contos do Rei Arthur e Os Cavaleiros da Távola Redonda"]  «releitura de lendas arturianas»;
- 1917: Splinten av troldspeilet, ["Fragmentos do Espelho Mágico"];
- 1918: De kloge jomfruer ["As Donzelas Sábias"];
- 1921: Vårskyer ["Nuvens da Primavera"].

### Poesia
- 1910: Ungdom, ["Juventude"].

### Hagiografias
- 1925: Sankt Halvards liv, død og jærtegn ["A Vida, a Morte e os Marcos de Sankt Halvard"];
- 1930: Hellig Olav, Norges konge ["Santo Olavo, Rei da Noruega"] ;
- 1933: To europeiske helgener ["Dois Santos Europeus"];
- 1937: Norske helgener ["Santos Noruegueses"];
- 1951: Caterina av Siena ["Santa Catarina de Siena"].

### Ensaios
- 1917: Tre søstre, ["Três Irmãs"];
- 1919: Et kvindesynspunkt ["O Ponto de Vista de uma Mulher"];
- 1927: Katholsk propaganda [Propaganda Católica];
- 1929: Etapper ["Etapas"];
- 1933: Etapper. Ny række ["Etapas. Nova Série"];
- 1938: Selvportretter og landskapsbileder ["Homem, Mulheres e Lugares"];

### Infantil
- 1943: Sigurd og hans tapre venner ["Sigurd e seus bravos companheiros"];

### Autobiografia
- 1934: Elleve aar ['Onze Anos"];
- 1945: Tilbake til fremtiden ["Volta ao Futuro"];
- 1947: Lykkelige dager ["Dias Felizes"].

## Traduções em português
- 1940 - Feliz idade, [14] (Den lykkelige alder, tradução de Alice Gomes), Inquérito; [15]
- 1942 - Volta ao futuro (Return to future, tradução Augusto Rodrigues e Jorge Reizman);
- 1944 - Ida Elizabeth, (tradução de Marques Rebello), O Cruzeiro[16]
- 1945, 1946 e reedição em 1958 - Cristina Lavransdatter, 3 volumes[14] ("A coroa";[17] "A esposa";[18][19] "A cruz"[20]), (Kristin Lavransdatter - Kransen - Husfrue - Korset, tradução de Maria Franco), Portugália Editora;
- 1945 - Primavera, (Vaaren, tradução de Tavares Martins)[14], Delta/Opera Mundi;
- 1956 - Santa Catarina de Siena, (Caterina av Siena, tradução de Maria Helena Amoroso Lima Senise), Aster | Ecclesiae | Minha Biblioteca;[14]
- 1957 - Vigdis, a indomável, (Fortællingen om Viga-Ljot og Vigdis, tradução de H. Ferreira Alves), Estúdios Cor/Diário de Notícias;[14]
- 2023 - Sra. Marta Oulie, (Fru Marta Oulie, tradução de Felipe Augusto Guelfi), Atilio Editora[21]
- 2024 - Kristin Lavransdater. Volume 1 - A Guirlanda, (Kristin Lavransdatter - Kransen, tradução de Felipe Augusto Guelfi), Atilio Editora[22]
- 2024 - Kristin Lavransdater. Volume 2 - A Esposa, (Kristin Lavransdatter - Husfrue, tradução de Felipe Augusto Guelfi), Atilio Editora[23]